# José Enrique Mavila
José Enrique Mavila del Río (Trujillo, 12 de noviembre de 1957-Lima, 22 de julio de 2002), fue un destacado actor, director  y dramaturgo peruano.

## Biografía
José Enrique Mavila cursó sus estudios de teatro en la Escuela de Teatro de la Universidad Católica, egresando en 1982. Casado tuvo dos hijos: Gonzalo y Jerónimo, este último nacido luego que le fuera trasplantado el corazón donado por Ana María Medina Bolo en 1991.
En Lima, se dedicó a la actuación y dirección teatral; así como a la docencia. Interpretó al poeta Paul Verlaine en “Eclipse Total” en 1993, a Burleigh, el tesorero de la reina en “María Estuardo” en 1999 y luego participó en “El show de terror de Rocky” en el 2001. También incursionó en la dirección y actuación televisiva participando en diversas telenovelas. 
Fue también escritor de obras teatrales como “Camino de rosas “ con la cual obtuvo el Premio Manuel Ramos en 1985. La obra publicada en 1986 y reeditada en 1999, fue puesta en escena tanto en Lima como en provincias, así como en Londres (1995).
Falleció en Lima el 22 de julio del 2002.

## Créditos

### Dramaturgo
- Tres hermanos[1]
- Camino de rosas (1986; Reeditada en 1999)
- El Sol bajo el Mar (2001)
- Un director (2004)

### Director teatral
- Al margen
- La lección
- Para Elisa
- Las preciosas ridículas
- Dongo

### Director de danza teatro
- Made in Perú
- Cabalgando
- Acero Inoxidable
- Bolívar
- Sexus y Quíntuples

### Como actor
- 1986 Bajo tu piel (Telenovela)
- 1993 Eclipse total (Obra teatral)
- 1996 Nino (Telenovela)
- 1998 Luz María
- 1999 María Estuardo (Obra teatral)
- 2001 El Bien esquivo (Largometraje)
- 2001 El show de horror de Rocky (Obra Teatral)
- 2002 Muerto de amor (Largometraje)
- 2002 La profesión de la Sra. Warren (ObraTeatral)